# John Amery
Pour les articles homonymes, voir Amery.
John Amery,  né le 14 mars 1912 et mort exécuté le 19 décembre 1945, est un homme politique britannique. Il est le fondateur du Britisches Freikorps SS qui combat aux côtés des Allemands sur le front russe.

## Biographie
Né à Chelsea, fils ainé de Leo Amery (1873–1955), secrétaire d'État pour l'Inde dans le cabinet de Churchill, et frère de Julian Amery (1919–1996), John Amery est à Paris lors de la capitulation de 1940.
Lorsque débute la guerre contre l'Union soviétique, il rêve de lever une brigade de volontaires de 1 500 hommes, recrutés dans les camps de prisonniers. Mais ces derniers sont réticents et seulement 300 hommes répondent à l'appel. Moins encore forment le « SS British Free Corps», connu aussi sous le nom de « Legion of St George », incorporé en 1944 dans la Waffen-SS.
Leur insigne est l'Union Jack sur la manche et le triple lion de Saint Georges sur le col. John Amery anime, avec William Joyce (alias « Lord Haw Haw »), une émission en anglais sur Radio Berlin.
Arrêté à Milan, il est condamné pour trahison sur des pièces à conviction fournies par la soprano et espionne Margery Booth, et pendu à la prison de Wandsworth à Londres en décembre 1945 par le bourreau Albert Pierrepoint.
Les autres soldats capturés s'en tirent avec des peines modérées, la justice britannique considérant qu'il s'agissait, en somme, d'un mauvais choix idéologique.